# 순천 인씨
순천 인씨(順天印氏)는 대한민국 전라남도 순천을 본관으로 하는 한국의 성씨이며 2012년 3월 21일을 기하여 대한민국 본관 성씨에 등록되었다. 시조는 원래 미국 태생이지만 대한민국에서 목회 활동을 한 개신교 장로회 목사 인돈(印敦, William Alderman Linton)이며 3세 중시조는 인세반(印世潘) 前 한양대학교 겸임교수로 내세워졌다.

## 시조 및 1·2·3세 중시조
시조 인돈(印敦)은 원래 미국 출신이지만 대한민국에 목회자 무대로 터를 잡은 이였고 1세 중시조 인휴(印休) 목사가 시조 인돈의 슬하 4남 중 셋째아들이며 2세 중시조 인도아(印道亞)는 시조 인돈의 막내아들이고 1세 중시조 인휴의 친아우이며 3세 중시조 인세반(印世潘)은 시조 인돈의 친손이며 1세 중시조 인휴의 차남이고 2세 중시조 인도아의 친조카이다.

## 인구
2012년 3월 21일을 기하여 순천 인씨가 대한민국 호적에 등록될 당시 순천 인씨 호적자가 58명(인돈 직계 및 방계 후손 93명 중 아직 생존하여 남아있는 58명)가량 되었는데 그 중 인요한(印曜翰) 연세대학교 의과대학 교수가 순천 인씨 3세 중시조 인세반(印世潘)의 막내 친아우이다.

## 같이 보기
- 인도아
- 양화진외국인선교사묘원
- 유진 벨 재단
- 서울 강씨
- 영도 하씨
- 독일 이씨